# Emilio Bonucci
Emilio Bonucci (Roma, 12 giugno 1948 – Roma, 2 marzo 2022) è stato un attore e doppiatore italiano.

## Biografia
Figlio dell'attore Alberto Bonucci, ha iniziato a recitare alla fine degli anni sessanta, lavorando attivamente nel teatro, nella prosa televisiva, nel cinema e successivamente in alcune fiction. Il debutto nel mondo del cinema avvenne nel 1968 con Chimera,  diretto da Ettore Maria Fizzarotti con protagonisti Gianni Morandi e Laura Efrikian. In seguito ha lavorato con registi come Francesco Rosi e Luigi Comencini.
Negli anni settanta ha recitato in alcune opere di prosa televisiva. Dagli anni novanta è stato prevalentemente attivo come attore di serie televisive.
Muore il 2 marzo 2022 all'età di 73 anni.

## Filmografia

### Cinema
- Chimera, regia di Ettore Maria Fizzarotti (1968)
- Cerca di capirmi, regia di Mariano Laurenti (1970)
- Uomini contro, regia di Francesco Rosi (1970)
- Corbari, regia di Valentino Orsini (1970)
- Le castagne sono buone, non accreditato, regia di Pietro Germi (1970)
- Il prete sposato, regia di Marco Vicario (1970)
- Equinozio, regia di Maurizio Ponzi (1971)
- Canterbury proibito, episodio "Una storia d'amore", regia di Italo Alfaro (1972)
- Number One, regia di Gianni Buffardi (1973)
- Delitto d'amore, regia di Luigi Comencini (1974)
- Delitto d'autore, regia di Mario Sabatini (1974)
- Cani arrabbiati, regia di Mario Bava (1974)
- Roma-Paris-Barcelona, regia di Paolo Grassini e Italo Spinelli (1989)
- Malesh - Lascia che sia, regia di Angelo Cannavacciuolo (1993)
- Marciando nel buio, regia di Massimo Spano (1996)
- Amare per sempre, regia di Richard Attenborough (1996)
- La Venere di Willendorf, regia di Elisabetta Lodoli (1997)
- Per tutto il tempo che ci resta, regia di Vincenzo Terracciano (1998)
- Il manoscritto di Van Hecken, regia di Nicola De Rinaldo (1999)
- Riconciliati, regia di Rosalía Polizzi (2001)
- La canarina assassinata, regia di Daniele Cascella (2008)
- La casa sulle nuvole, regia di Claudio Giovannesi (2009)

### Televisione
- Il suo nome per favore - spettacolo d'inchiesta (1972)
- Il bivio – miniserie TV, 2 episodi (1972)
- La tecnica e il rito – film TV (1972)
- Sorelle Materassi – miniserie TV, 1 episodio (1972)
- Vino e pane – miniserie TV, 1 episodio (1973)
- La famiglia Barrett – film TV (1973)
- ESP – miniserie TV, 2 episodi (1973)
- Ragazzo cercasi – film TV (1974)
- Orlando furioso – miniserie TV, 2 episodi (1974)
- Diagnosi – miniserie TV, 1 episodio (1975)
- Chi? – serie TV, 2 episodi (1976-1977)
- Il povero soldato – miniserie TV, 2 episodi (1978)
- Giuditta di Carlo Terron, regia di Davide Montemurri (1978)
- Il mercante di Venezia – film TV (1979)
- Un cappello pieno di pioggia - regia di Gianni Serra (1984)
- Série noire – serie TV, 1 episodio (1987)
- Il commissario Corso – miniserie TV, 8 episodi (1987)
- Eurocops – serie TV, 1 episodio (1987)
- Cuore di mamma – film TV (1988)
- L'ingénieur aimait trop les chiffres – film TV (1989)
- I ragazzi del muretto – serie TV, 1 episodio (1991)
- La signora Morlì, una e due – film TV (1991)
- Donna – miniserie TV, 4 episodi (1996)
- La piovra – serie TV, 2 episodi (1997)
- La casa bruciata – film TV (1998)
- Lui e lei – serie TV, 8 episodi (1998)
- Ultimo – film TV (1998)
- La donna del treno – film TV (1999)
- Fine secolo – miniserie TV, 5 episodi (1999)
- Incantesimo 4 - serial TV (2001)
- Nanà – serie TV, 2 episodi (2001)
- Le ali della vita 2 – miniserie TV (2001)
- Una vita sottile – film TV (2002)
- La tassista – miniserie TV, 3 episodi (2004)
- L'uomo sbagliato – film TV (2005)
- Don Matteo – serie TV, 1 episodio (2006)
- I colori della gioventù – film TV (2006)
- L'ultimo dei Corleonesi – film TV (2007)
- Pane e libertà – film TV (2009)
- La donna che ritorna – miniserie TV, 4 episodi (2011)
- Qualunque cosa succeda – film TV (2014)

## Prosa radiofonica Rai
- I tre moschettieri di Alessandro Dumas padre, regia di Marco Parodi, 30 puntate, trasmessa dal 2 febbraio al 27 febbraio 2004 su Rai Radio 2

## Doppiaggio (parziale)

### Film cinema
- Bradley Whitford in Billy Madison
- Paul Le Mat in American Graffiti
- Jack Langedijk in Darkman II - Il ritorno di Durant[2]
- Michael Kitchen in Mrs. Dalloway

### Film TV
- Antonio Banderas ne Il giovane Mussolini
- Mark Blum in Battito finale

### Serie TV
- Robert Hegyes ne I ragazzi del sabato sera
- Sonny Shroyer in Hazzard (st. 1-5)[3]
- Charles Martin Smith, Tony Shalhoub, Mark Rolston (ep. 2x10), Jon Gries in X-Files[4]